# Scott Williams (darter)
Scott Williams (Lincolnshire, Boston, 18 januari 1990) is een darter uit Engeland die uitkomt voor de Professional Darts Corporation (PDC). 

## Carrière
In oktober 2019 kwalificeerde Williams zich voor het BDO World Darts Championship 2020 als een van de Playoff Qualifiers. Hij versloeg Wes Newton en Andrew Kateley om zijn plaats in het toernooi veilig te stellen. Hij speelde tegen Justin Thompson in de voorronde.
Williams won zijn eerste PDC-titel toen hij zegevierde op het eerste toernooi van de PDC Challenge Tour 2022 in Milton Keynes. Hij versloeg Robert Owen in de finale met 5-2 en een gemiddelde van 88, nadat hij eerder met een gemiddelde van 98 Danny Lauby jr. versloeg. Ook versloeg hij onder meer Darren Johnson, Darryl Pilgrim en Conor Heneghan op weg naar de titel. Op dezelfde dag behaalde hij ook zijn tweede titel. Williams versloeg Lee Evans met 5-2 in de finale van het tweede evenement met een gemiddelde van 95. Beide titels won Williams met een checkout van 100.
Williams won in juni 2022 het Players Championship 17, waarbij hij Nathan Aspinall versloeg in de finale. Williams werd zo de derde speler ooit, na Joe Murnan en Krzysztof Ratajski, die een Players Championship-toernooi wist te winnen zonder in het bezit te zijn van een Tour Card.

## Resultaten op Wereldkampioenschappen

### BDO
- 2020: Laatste 40 (verloren van Justin Thompson met 0-3)

### PDC
- 2023: Laatste 64 (verloren van Rob Cross met 1-3)
- 2024: Halve finale (verloren van Luke Humphries met 0-6)
- 2025: Laatste 32 (verloren van Ricardo Pietreczko met 1-4)